# Maus (képregény)
A Maus (fonetikusan: /maʊ̯s/; ’egér’) Art Spiegelman életrajzi ihletésű képregénye, melyben párhuzamosan meséli el lengyel zsidó édesapjának, Vladek Spiegelmannek a második világháború és a holokauszt során átélt megpróbáltatásainak történetét, valamint későbbi, az Egyesült Államokban töltött idős éveinek mindennapjait és vele való kapcsolatát.

## A Maus műfaji meghatározása és megszületése
Bár Art Spiegelman kitart amellett, hogy a Maus inkább ismeretterjesztő olvasmány, mint kitalált történet, azt is elismeri, hogy a mű, amit megalkotott, inkább egyfajta „valósághű fikció”. Spiegelman a Mausszal egy olyan hosszabb képregényt akart alkotni, mellyel „érdemes bajlódni” és „érdemes zaklatni” az olvasóit, és melyet, legtöbb korábbi munkájával ellentétben, a történet, a narratíva hajt előre. A Maus egyfajta reakció is volt arra a tendenciára, amellyel képregényalkotói munkája során nap mint nap találkozott. Megítélése szerint ugyanis műveivel egy egyre kisebb és szűkülő olvasótáborhoz beszélt. A Mausszal szerette volna megtalálni azt a történetet, mai érdekli az embereket, és amit érdemesnek tart elmesélni.
Spiegelman a második világháború német koncentrációs táborait túlélő lengyel zsidó család gyermekeként született a holokauszt után Stockholmban, és New York városának Rego Park városrészében nevelkedett az Egyesült Államokban. A kreatív, művészi pályát szülei kívánsága ellenére választotta. Bár a képregények iránt már gyermekkora óta érdeklődött, alkotóként csak 1968 után, idegösszeomlását és édesanyja öngyilkosságát követően, részben terápiás céllal csatlakozott az underground képregények világához. Nyilatkozata szerint szülei történetének elmeséléséhez azért választotta a képregényes formát, mivel ez az a médium, amiben legjobban otthon érzi magát és amivel dolgozik.
Spiegelman véleménye szerint, bár rengeteg irodalom áll rendelkezésre a háború alatti zsidóüldözésről és a holokausztról, az emberek természetes és érthető okoknál fogva igyekeznek ezektől távolságot tartani és így inkább nem olvassák őket. A különböző művészeti formák nem képesek a témát „fogyaszthatóbbá” tenni, de kapaszkodókat biztosíthatnak. Spiegelman olyan személyeket szeretett volna elérni képregénye segítségével, akiket esetleg más médiumon keresztül nem lehetett volna. Egyik korai képregényével, az 1972-es Prisoner on the Hell Planettel ellentétben, melyben és melynek segítségével anyja öngyilkosságával kapcsolatos érzéseit próbálta feldolgozni, a Maust kifejezetten az olvasók számára készítette. Egyrészt szükségét érezte, hogy elmondjon egy történetet, másrészt pedig, hogy feldolgozza, megértse a személyes múltját és annak a történelmi eseménysorozatnak az összefonódását, mely szülein keresztül áthatotta az életét. Erre a feladatra pedig az általa legjobban ismert médiumot, a képregényt választotta.
Fontosnak érezte, hogy a képregényben egyfajta távolságot tartson, mivel a cselekmény nem az ő élményein és tapasztalatin alapult. Ügyelni akart arra, hogy az olvasóban a történet megértését szorgalmazza, és hogy kerülje a szélsőséges érzelmi reakciókat keltő elemeket, melyek befolyásolhatnák, valamilyen irányba eltéríthetnék ezt a folyamatot. Így például kerülni próbálta az „olcsó cinizmust”, ami az underground képregény jellegzetes vonása és melynek környezetében maga is dolgozott. Ugyanígy igyekezett távolságot tartani a szentimentalizmustól és a pátosztól is, hogy műve ne egy „holokausztgiccs” legyen. Bár alkalmanként humort is helyezett egyes jelenetekbe, ezt szintén elővigyázatosan tette.
A Maus ötletének megszületése 1971-1972-ig vezethető vissza, mikor Spiegelman egyik barátja, Terry Zwigoff, a Funny Aminals (sic!) nevű, antropomorf állatfigurákat felvonultató képregény-antológia szerkesztője felkérte őt, a San Franciscó-i underground képregénymozgalom több más alkotója mellett, hogy készítsen egy képsort a kiadvány számára. Az egyetlen kikötés az volt, hogy a képregényben állatfigurák szerepeljenek. Spiegelmanban először egy Grand Guignol-stílusú horrorképregény ötlete vetődött fel, de ezt hamar elvetett. Kezdetben valójában kicsit idegenkedett is az állatfigurákat felvonultató műfajtól, végül azonban arra a felismerésre jutott, hogy ezeken keresztül képes lehet komolyabb témák feldolgozására is. Eszébe jutott amit még a Binghamton Egyetemen avantgárd filmkészítő tanára és barátja, Ken Jacobs említett, hogy a korai animációs filmekben az egerek gyakran a fekete kisebbség szinonimájaként jelentek meg. Ebből a gondolatból kiindulva ötlött fel benne az egerek, mint az elnyomott afroamerikaiak, és a macskák, mint az elnyomó fehér népesség ötlete. Mivel azonban nem rendelkezett mélyebb ismeretekkel a fekete és fehér bőrűek közötti társadalmi problémákról, úgy vélte, hogy munkája nem lenne eléggé autentikus. Így inkább egy hozzá jóval közelebb álló témát, az európai zsidóság második világháború, és a holokauszt alatti történetét választotta. Spiegelman a kiszolgáltatott kisebbség szinonimájaként meghagyta az egereket, ami bizonyos tekintetben az 1930-as, 1940-es évek nemzetiszocialista német vezetés propagandáját is tükrözte, ami gyakran „kártevőkként” utalt a zsidókra. Az antológia számára elkészített három oldalas képsor kerettörténete Spiegelman gyermekkorát idézte, mikor édesapja esti meseként a háború alatti megpróbáltatásairól mesélt fiának.
Spiegelman nyilatkozata szerint a visszajelzések hiánya miatt a munkája iránti érdeklődést és annak megítélését nem igazán tudta felmérni, de úgy érezte, hogy a témában még rengeteg mondanivalója van. A Maus kibővítésére, koncepciójának át- és továbbdolgozására azonban csak évekkel a három oldalas képsor megjelenése után került sor. Mikor 1971-ben, szülei korábbi elbeszélései nyomán elkészítette a képregényt, Spiegelman igen elidegenedett volt az apjától. A képsor megmutatása jó ürügy volt, hogy némiképp felújítsa a kapcsolatukat. Apja hozzáfűzései a munkájához is hozzájárultak az elhatározásához, hogy átdolgozza a három oldalas képregényt. Spiegelman apja történeteit magnószalagra kezdte rögzíteni, bár ezt kezdetben még nem a készülő új képregénye számára tette, hanem hogy csak legyen egy maradandó felvétele az apja emlékeiről. Ekkor nagyjából összesen kilenc órányi hanganyagot gyűjtött össze, de látogatásai apjánál kis idő múlva ismét megritkultak, és csak 1977-ben élénkültek meg ismét, nagyjából két évvel az után, hogy San Franciscóból visszaköltözött New Yorkba, és hogy ismét komolyabban kezdett foglalkozni a képregény ötletével. Spiegelman a következő évben, 1978-ban töltötte be harmincadik életévét, és úgy érezte, hogy eljött az ideje, hogy megvalósítsa a képregényét, melyen már évek gondolkodott.

### Történelmi háttere
A Maus cselekményében Art Spiegelman apjával, Vladek Spiegelmannel való kapcsolatát mutatja be, valamint apja életét a 20. század legmeghatározóbb történelmi eseményének, a második világháborúnak évei alatt, ahogyan azt a férfi Európában, lengyel zsidóként átélte, és ahogyan az az emlékeiben él. A képregény visszatekintésének fő helyszíne Lengyelország, jelentős része pedig az 1930-as évek második, valamint az 1940-es évek első felének éveit öleli fel.
Az első és második világháború közötti Lengyelországban a zsidóság beolvadásának folyamata jelentősen lassabb volt, illetve fordított tendenciát mutatott Európa más országaihoz képest. Míg az 1921-es népszámlálás adatai alapján a lengyel zsidók 74,2 százaléka jelölte meg anyanyelveként a jiddist vagy a hébert, addig ez a szám 1931-re 87 százalékra nőtt. Az országon belül a zsidóságot idegeneknek tekintették. Helyzetük Józef Piłsudski 1926 és 1935 közötti tekintélyuralma alatt, a meglévő társadalmi feszültségek és az országot sújtó gazdasági válság ellenére is, kedvezőnek volt mondható. A politika az ország polgárait az állam iránti hűségük és nem a nemzetiségük alapján ítélte meg. Piłsudski 1935-ben bekövetkezett halálát követően azonban gyökeres változások kezdődtek. Bár a jobb és bal oldali politika nézetei különböztek, az ország 3,5 milliós zsidó népességét mindkettő hátrányosnak ítélte, mely gátja Lengyelország fejlődésének, és melyre már az asszimiláció sem jelenthet teljes megoldást.
1939 szeptemberében az Adolf Hitler által vezetett nemzetiszocialista Németország és a Joszif Sztálin által vezetett kommunista Szovjetunió megtámadta Lengyelországot. Bár az antiszemita politika és társadalmi hangulat nem volt idegen az országtól, a két megszálló nagyhatalom megtette azt, amit a független lengyel kormány addig nem: megkezdték százezrek etnikai alapon való kitelepítését. A németek által megszállt területeken a zsidók jogait, köztük a szabad helyváltoztatás jogát is korlátozták, így gettókat, majd kényszermunkatáborokat hoztak létre. 1945-re, a megszállás és a második világháború végére becslések szerint 2,7 millió lengyel zsidó veszítette életét a németek által létesített koncentrációs táborokban, mint például Dachau, vagy Auschwitz. Lengyelország egykori határai közötti össznépessége az 1938-as közel 35 millióról a világháború utáni új területén nem egész 24 millióra esett vissza. Lengyelország embervesztesége 1939 és 1945 között több mint 6 millióra, a korábbi népesség közel egyötödére tehető.

## Hatások és az alkotói folyamat
Art Spiegelman érdeklődését a képregények, mint művészeti forma iránt először az EC Comics kiadványai, valamint a Harvey Kurtzman által létrehozott Mad magazin keltette fel. Nyilatkozata szerint élete és pályafutása során számos mű és alkotás volt rá hatással. Ezek közül többségük nem is tudatosan, így például olyan képregényszereplők vagy emblémák, amikre már nem is emlékszik. A beazonosítható hatások között George Herriman Krazy Kat, Winsor McCay Kis Némó és Dream of the Rarebit Fiend című képsorait és Milt Gross munkáit, Jack Cole Plastic Man-történeteit, Charlie Chaplin filmjeit és Franz Kafka írásait tartja számon. A Maus esetében látványos és érezhető hatással volt rá Kurtzman, McCay, Bernard Krigstein, Robert Crumb, Justin Green, Chester Gould, Carl Barks, Will Eisner és Lyonel Feininger munkássága is. Bevallása szerint a képregény megalkotása során rengeteg tapasztalattal gazdagodott, és emellett megtanult tisztelni olyan alkotókat is, akiket ugyan korábban is kedvelt, de művészetüket soha nem figyelte meg közelebbről. Közéjük tartozik például Barks Donald kacsa- és Dagobert bácsi-történetei, melyek egyre érdekesebbé váltak számára, miközben a Mauson dolgozott. A szó mélyebb értelmében nem tanulmányozta ezeknek az alkotóknak a munkásságukat, inkább csak nézegette és tanult belőlük, mint például a szöveg panelekre és mondatokra való tagolásának technikáját Kurtzmantől. „…minden oldal egy egység információ és minden sor ennek az információnak egy alegysége…” – foglalta össze tapasztalatait Spiegelman ezzel kapcsolatban.
A Maus megjelenésének idejében igen ritkák voltak a hasonló érzelmi töltéssel rendelkező, a szakma által is elismert képregények. Egy 1982-es beszélgetés során Gary Groth szerkesztő és kiadó Jack Jackson néhány évvel korábban megjelent Comanche Moon című képregényét nevezte meg hasonlónak. Spiegelman nem sokkal a Mauson való munka megkezdését követően olvasta Nakazava Keidzsi Hadasi no Gen című mangáját. Nakazava eredetileg az 1970-es évek első felében, egy gyermekeknek szóló antológiában megjelent képregényében részben saját, mint a második világháború hirosimai atomtámadásának túlélője emlékei alapján örökítette meg az eseményt. Spiegelman megítélése szerint Nakazava képi kifejezésmódja jóval erőteljesebb mint amelyet ő később a Mausban alkalmazott, de a képregény jóval nagyobb hatással volt rá, mint bármely írás vagy fénykép, melyet erről a történelmi eseményről olvasott, látott.

### Spiegelman beszélgetései apjával és kutatómunkája
Mivel Art Spiegelman apja, Vladek Spiegelman a 20. század elején, Lengyelországban nőtt fel, nem nagyon találkozott a képregény médiumával, így nem is igazán tudta hogyan kell olvasni és értelmezni fia művészetét. Az anyaggyűjtés célú látogatások és beszélgetések apjával egyúttal jó ürügyet is jelentett Spiegelman számára, hogy némiképp ismét felújítsa a közöttük lévő kapcsolatot. Ezeknek a beszélgetéseknek a során apja elsősorban a múltjáról beszélt, így Spiegelman kerülni tudta azoknak a kényes témáknak a felmerülését, amik általában viszály forrásai voltak kettejük között.
Spiegelman a Maus alapját képező beszélgetéseit apjával 1978 és 1981 között folytatta. Apján kívül másokkal, elsősorban holokauszttúlélő rokonaival is beszélgetett azok második világháborús emlékeikről, így például apja második feleségével, Malával és anyja unokaöccsével, Lolek Spiegelmannel. Ez abban volt segítségére, hogy kitöltse apja elbeszéléseinek számára homályos vagy kétes részleteit, és hogy minél jobban megérthesse apja élményeit és történetét. Ebben Mala igen nagy segítségére volt, nagybátyját viszont különösebben nem érdekelte Spiegelman munkája, és időpocsékolásnak tartotta.
Az apjával való beszélgetései során Spiegelman kezdetben csak jegyzeteket készített, majd úgy döntött, hogy hasznosabb, ha magnószalagra rögzíti azokat. Apja először idegenkedett tőle, hogy fia „mikrofont nyom az orra alá”, később azonban teljesen hozzászokott. Néha a beszélgetések során azonban előfordult, hogy apja kikapta a kezéből a hangfelvevőt, és olyan megjegyzéseket mondott rá, mint például, hogy „remélem az emberek nem fogják elfelejteni azt a hat milliót”. Spiegelman nyilatkozata szerint az ilyen fellángolások egyáltalán nem vallottak az apjára, aki nem is igazán szeretett beszélni a háború alatti élményeiről. Ezeket maga mögött akarta hagyni, ami persze lehetetlen volt annak testi és lelki nyomai miatt. Volt amiről egyáltalán nem akart beszélni és megkerülte fia kérdéseit, vagy ugyanazt a történet különböző módon mesélte el minden alkalommal. Spiegelman apja elbeszéléseiben többször időbeli ellentmondást és pontatlanságot is felfedezett.
A viszonylagos objektivitás megőrzése érdekében Spiegelman az általa feldolgozott történelmi időszakról szóló könyvekre is támaszkodott, többek között egy, a háború után, Lengyelországban kiadott könyvre, melyben apja szülővárosáról, Sosnowiecről és a zsidóságának történetéről írtak. A könyv részleteit Mala fordította le neki angolra, amit többek között arra használt, hogy a dátumok tekintetében pontos maradhasson a történelmi tényekhez. Megpróbálta alátámasztani apja történeteit, de voltak részek, amiket nem tudott biztosan megerősíteni. „Az események, amiken az apám valóban keresztülment, amit ezekből képes volt visszaidézni és amiket ebből képes volt kifejezni. Aztán ott van az, amit én képes voltam abból megérteni amit ő kifejezni próbált, és amit ebből képes voltam papírra vetni. És természetesen ott van az, amit az olvasó ebből képes feldolgozni. A Maus ilyen sok lépésre van a valódi eseményektől. A kettő olyan messzire van egymástól, hogy én csak annyit tehetek, hogy utalásokat teszek, sejtetek, és megpróbálok olyat létrehozni, ami nekem valóságosnak hat” – nyilatkozta Spiegelman.
Bár a Maus első fejezetei még Vladek halála előtt megjelentek, Spiegelman apja nem igazán látta a fiával való beszélgetései nyomán megszületett művet. Spiegelmannek a beszélgetések felvételeit még azelőtt sikerült befejeznie, hogy apján eluralkodott a szenilitás. Nyilatkozata szerint mikor utoljára találkozott apjával, már abban sem volt biztos, hogy felismerte őt. Vladek tudata utolsó évében már elég zavaros volt, így az állandó orvosi felügyelet biztosítása érdekében a család idősek otthonába íratta, ahol 1982. augusztus 18-án hunyt el. Spiegelman elmondása szerint apja halála nem hatott rá annyira, mint amennyire várta. Saját jellemzése szerint a temetésen majdnem úgy vett részt, „mintha egy riporter lenne, aki szerette volna látni, hogy hogyan ér véget a történet”. Vladek halála után Spiegelman egy szintén holokauszttúlélő pszichiáterrel folytatta beszélgetéseit, amiket apjával már nem fejezhetett be. Megfogalmazása szerint az ő személyében talált valakit, aki jóval érzékenyebben és kifejezőbben viszonyult ahhoz, amiken a világháború alatt keresztülment, ami természetesen nem volt ugyanaz, amit az apja átélt, de a kettő között voltak hasonlóságok. A pszichiáterével olyan apró, de Spiegelman számára lényeges részletekről is beszélt, mint például, hogy a koncentrációs táborokban a deportáltak hordtak-e zoknit.
Az apjával való beszélgetések elkezdésekor Spiegelmannek nem volt tapasztalata az elbeszélt történelem kutatási módszereiben. Csak évekkel a felvételek elkészítése után talált és olvasott el egy ezzel foglalkozó könyvet, amiből azt szűrte le, hogy valószínűleg elég szokatlan megközelítési módot alkalmazott. Ettől függetlenül nem hiszi, hogy képes lett volna másképpen dolgozni, mivel a saját apjáról volt szó, és ezért a lélektani vonulat, bár lehet, hogy rejtett, de jelentős tényező volt.
Spiegelman sok időt töltött a hangszalagok és jegyzetek rendszerezésével, időrendbe állításával, valamint ezek fejezetekre, majd panelekre bontásával. A képregénybe nem szó szerint ültette át a rögzített szöveget, tekintettel arra, hogy az élő beszéd igen terjengős, a képregény médiumának egyik stílusjegye viszont ezzel ellentétben a tömörség. Emellett azonban megpróbálta átvenni az apjára jellemző ritmust, jellegzetes beszédmintákat és nyelvezetet. Egész mondatokat csak bizonyos esetekben ültetett át a képregénybe, mikor úgy ítélte meg, hogy az a legmegfelelőbb, vagy legszebb módja valaminek az elmondásának, még ha az apja tanult angolságával nyelvtanilag nem is a leghelyesebb. Ezeket azonban csak narratíva esetében tette meg, a szereplők párbeszédeiben, vagyis az ezeket tartalmazó szóbuborékokban soha. Ennek fő oka, hogy apja annyi év távlatában már nem emlékezhetett pontosan ezeknek a beszélgetéseknek a mondataira. Mivel Spiegelman csak apja elbeszéléseiből ismerte ezeket az embereket, jobbnak látta egy semleges beszédstílus alkalmazását. Nem akarta képregénye valódi személyeket megtestesítő szereplőit túlságosan a maga elképzelése szerint formálni, ahogyan azt egy tisztán fiktív történetben tette volna.
Hogy apja múltjának helyszíneiről, képregénye világáról pontosabb képet alkothasson, Spiegelman európai körutazást tett, melynek során ellátogatott Sosnowiecbe, valamint a dachaui és auschwitzi koncentrációs táborokba is.

## A képregény megjelenése
Art Spiegelman évekkel az 1971-ben megrajzolt, és 1972-ben, a Funny Aminals című antológiában megjelent három oldalas Maus képregénye után kezdett hozzá annak átdolgozott változatának elkészítéséhez. Képregénye alapját képező beszélgetéseit apjával, műve leendő központi szereplőjével 1978-ban kezdte meg.
Ugyanebben az évben feleségével, a szintén alkotóművész Françoise Moulyval tett európai látogatásuk során szóba került a készülő képregény kiadása az (À Suivre) című havi antológiában. A belga Casterman kiadó által éppen akkor indított magazin tartalma elsősorban folytatásos történetekből állt. Az antológia szerkesztőjével, Jean-Paul Mouginnel Jacques Tardin közvetítésén keresztül ismerkedtek meg, aki még egy írásos tervezetet is kért a képregényről. Az (À Suivre) feltételei és határidői azonban túl kötöttek voltak Spiegelman számára, aki saját alkotási ütemét, a többszöri újragondolások és átdolgozások miatt, igen lassúnak jellemezi. A Maus kiforrottabb, hosszabb változata végül a Spiegelman és Françoise által kiadott és szerkesztett RAW című magazinban kezdett megjelenni, mely kiadvány képes volt biztosítani számára a megfelelő alkotói szabadságot.
A Maus első hét fejezete 1980 decembere és 1985 között a RAW 2–8. számában jelent meg, de valójában nem az antológia részeként, inkább mellékleteként, a magazinhoz rögzített kisebb, különálló füzet formájában. Spiegelman nyilatkozata szerint mindig is kötet formájában szerette volna látni a művét, de hogy ez végül meg is valósult, elsősorban a szerencsének tulajdonítja. Az 1980-as évek elején csak elutasító válaszleveleket kapott a kiadóktól, többek között a Maus későbbi kiadójától, a Pantheontól is. Az első esemény, mely végül a kötet megjelenéséhez vezetett, a Scott Meredith Literary Agency jelentkezése volt egy görög ügyfél képviseletében, aki szerette volna megszerezni a RAW görögországi terjesztésének jogát. Az érdeklődő ugyan végül elállt a szándékától, de a közvetítő felfigyelt az antológiákban Spiegelman képregényére, és felajánlotta, hogy ügynökként megpróbál kiadót szerezni a Maus gyűjteménykötetének megjelentetéséhez. Bár a Pantheon szerkesztői korábban már elutasították a művet, Spiegelman egy, kiadó művészeti igazgatóként dolgozó barátja biztatására ismét elküldte az anyagát. Barátja a szerkesztők megkerülésével közvetlenül a kiadónak juttatta el a képregényt, akinek megtetszett, és keresett hozzá egy szintén érdeklődő szerkesztőt is. Spiegelman nyilatkozata szerint ha nem talált volna kiadót a Maus számára, valószínűleg saját maga próbálta volna meg megjelentetni a kötetet.
A Maus első, a képregény első hat fejezetét tartalmazó gyűjteménykötete 1986-ban jelent meg a Pantheon gondozásában. Spiegelman ekkor még csak nagyjából a teljes mű felénél tartott, és eredeti szándéka szerint egyetlen kötetben szerette volna viszontlátni munkáját. A korai, két kötetre bontott kiadáshoz Steven Spielberg filmrendező készülő Egérmese (An American Tail) című animációs filmjének bejelentése vezetett. Spiegelman egy Spielberggel készült interjúból szerzett tudomást a filmről, melynek bemutatását a rendező az amerikai Szabadság-szobor 1986-os centenáriumi ünnepségére tervezte. Az Egérmese cselekménye az orosz-zsidó Mousekewitz egércsalád történetét mesélte el, akik egy jobb élet reményében kelnek útra Amerika felé. Spiegelman a hír hallatán, saját szavaival, megdöbbent és összetört. „Az életemet szántam erre, és most jön ez a Góliát, Hollywood leghatalmasabb embere, és mindent eltapos, ami véletlenül a talpa alá kerül” – nyilatkozta Spiegelman, aki a Maus és az Egérmese elemeinek hasonlóságai miatt jogászokat is megkeresett. Az ügyvédek véleménye szerint azonban az antropomorf egerek felhasználása a műben nem tekinthető plagizálásnak. Spiegelman ebben a tekintetben teljesen egyetértett, hiszen az állatfigurák használata nagy múltra tekint vissza mind a képregény, mind pedig az animációs film történetében. A hasonlóság véleménye szerint abban rejlett, hogy Spielberg filmjében az egerek szintén a zsidóság, a macskák pedig az antiszemitizmus szinonimájaként jelentek meg, valamint az ó- és az újvilágbeli élet szembeállítása is jelentős eleme mindkét alkotásnak. Spiegelman attól tartott, hogy képregényét Spielberg filmjének „kissé pszichotikus feldolgozásának fogják tekinteni”. Mivel az ügyvédek szerint ezeket a hasonlóságokat nehezen lehetett volna jogi úton bizonyítani, Spiegelman úgy döntött, hogy mihamarabb, még az Egérmese bemutatója előtt annyi anyagot kell megjelentetnie a félkész képregényéből, amennyi csak lehetséges. A Pantheon beleegyezett a kiadásba, bár nem táplálták hiú reményekkel Spiegelmant, és nagyjából csak 3000 körüli eladott példánnyal számoltak. Spielberg Egérmeséje időközben gyártásai nehézségekkel került szembe, így a Maus első kötete néhány hónappal megelőzte a filmet, melyet a tervezett júliusi premier helyett végül csak év végén, hálaadáskor mutattak be. „…ha Samuel Beckett lopta volna el az ötletemet letört lennék, de egyben büszke is. De Steven Spielberg!” – jegyezte meg Spiegelman az esettel kapcsolatban.
A Maus első kötete a Pantheon mérsékelt bizakodása ellenére szinte azonnal nagy sikert aratott. Ken Tucker, a The New York Times Book Review írója már a gyűjteménykötet megjelenése előtt felfigyelt a Mausra. Spiegelman félelmei ellenére, amiért sürgette az első kötet kiadását, képregényének fogadtatása messze kedvezőbb volt mint Spielberg animációs filmjéé, mely csupán közepes kritikákat kapott. A hirtelen népszerűség és kritikai siker azonban negatívan hatott az alkotói folyamatra és késleltette a további fejezetek megjelenését. „…[Spiegelman] néhány hónapot azzal töltött, hogy interjúkat adott, és ez nagyszerű volt, csodálatos volt. Ezt követően pedig végtelen hónapokat töltött azzal, hogy bámult egy koszfoltot a kanapén, és semmit nem csinált. Megbénította, mozdulni sem tudott… nem tudott visszatalálni a Maushoz” – nyilatkozta Mouly.
A Spiegelman és Mouly által szerkesztett RAW utolsó, nyolcadik száma 1986-ban jelent meg, majd 1989-ben, a Penguin Books kiadásában éledt újjá. A Penguin gondozásában az antológiának három könyvesboltokban terjesztett száma jelent meg a Maus újabb három fejezetével, az utolsó 1991-ben. Spiegelman emellett azonban nem volt megelégedve a kiadóval, mivel véleménye szerint egyáltalán nem tudták kihasználni az Maus sikerét a magazin népszerűsítésére. A Maus második gyűjteménykötetének, mely a képregény utolsó öt fejezetét tartalmazta, megjelenését nem sokkal követően Spiegelman művét 1992-ben különleges Pulitzer-díjjal ismerték el.

## Magyarul
- Maus. Egy túlélő regénye; ford. Szakonyi Péter; Napra-forgó, Bp., 1990
- Maus. Egy túlélő története; ford. Feig András; Ulpius-ház, Bp., 2005